# Serie A 1955-1956 (pallacanestro maschile)
Il campionato di Serie A di pallacanestro maschile 1955-1956 secondo livello del 34º campionato italiano, è stato il primo dalla riforma dei campionati, che hanno creato la Prima Serie delle Elette e declassato la Serie A a Seconda Serie. Le prime classificate di ciascun girone sono promosse nella Serie Elette e si disputeranno il titolo nazionale di Serie A in una serie al meglio delle due partite, retrocedono in Serie B le ultime due classificate di ogni girone

## Girone A

### Classifica
|  |    | Classifica finale 1955-1956 | Pt | G  | V  | N | P  | PtF | PtS |
|  | -- | --------------------------- | -- | -- | -- | - | -- | --- | --- |
|  | 1. | Pallacanestro Cantù         | 25 | 14 | 12 | 1 | 1  | 905 | 739 |
|  | 2. | CRAL Junghans Venezia       | 18 | 14 | 9  | 0 | 5  | 636 | 617 |
|  | 3. | Pallacanestro Gallaratese   | 13 | 13 | 6  | 1 | 6  | 630 | 629 |
|  | 4. | RIV Torino                  | 12 | 14 | 6  | 0 | 8  | 740 | 813 |
|  | 5. | Burro Giglio Reggio Emilia  | 12 | 14 | 6  | 0 | 8  | 742 | 698 |
|  | 6. | Itala Montiglio Gradisca    | 12 | 14 | 6  | 0 | 8  | 702 | 705 |
|  | 7. | Libertas Biella             | 10 | 14 | 5  | 0 | 9  | 721 | 823 |
|  | 8. | Goriziana                   | 8  | 13 | 4  | 0 | 10 | 697 | 749 |

### Risultati
| Risultati                  | CAN   | VEN   | GAL   | TOR   | REG   | GRA   | BIE   | GOR   |
| -------------------------- | ----- | ----- | ----- | ----- | ----- | ----- | ----- | ----- |
| Pallacanestro Cantù        |       | 64-46 | 36-37 | 79-55 | 67-53 | 54-40 | 76-55 | 72-60 |
| CRAL Junghans Venezia      | 47-58 |       | 43-41 | 50-40 | 39-35 | 56-47 | 60-38 | 58-41 |
| Pallacanestro Gallaratese  | 57-57 | 24-27 |       | 59-52 | 56-55 | 55-51 | 48-54 | 64-57 |
| RIV Torino                 | 68-83 | 53-40 | 54-48 |       | 53-50 | 58-49 | 56-49 | 66-47 |
| Burro Giglio Reggio Emilia | 47-49 | 51-37 | 37-50 | 65-48 |       | 70-47 | 59-43 | 76-54 |
| Itala Montiglio Gradisca   | 61-72 | 33-30 | 46-33 | 63-34 | 53-46 |       | 61-32 | 55-56 |
| Libertas Biella            | 56-67 | 46-50 | 60-58 | 72-53 | 47-55 | 71-53 |       | 56-52 |
| Goriziana                  | 57-71 | 46-53 | -     | 59-50 | 55-43 | 38-43 | 75-42 |       |

## Girone B

### Classifica
|  |    | Classifica finale 1955-1956 | Pt | G  | V  | N | P  | PtF | PtS |
|  | -- | --------------------------- | -- | -- | -- | - | -- | --- | --- |
|  | 1. | Sport Vela Viareggio        | 25 | 14 | 12 | 1 | 1  | 883 | 724 |
|  | 2. | Cestistica Civitavecchia    | 18 | 14 | 9  | 0 | 5  | 774 | 701 |
|  | 3. | Cestistica Ravenna          | 15 | 13 | 6  | 3 | 4  | 701 | 670 |
|  | 4. | Libertas Livorno            | 14 | 14 | 6  | 2 | 6  | 719 | 718 |
|  | 5. | Polis. Marcacci Napoli      | 14 | 14 | 6  | 2 | 6  | 788 | 783 |
|  | 6. | CUS Bari                    | 13 | 14 | 6  | 1 | 7  | 705 | 727 |
|  | 7. | Lazio Roma                  | 10 | 13 | 4  | 2 | 7  | 677 | 701 |
|  | 8. | Pallacanestro Napoli        | 1  | 14 | 0  | 1 | 13 | 593 | 816 |

### Risultati
| Risultati                | VIA   | CIV   | RAV   | MNAP  | LIV   | BAR   | ROM   | PNAP  |
| ------------------------ | ----- | ----- | ----- | ----- | ----- | ----- | ----- | ----- |
| Sport Vela Viareggio     |       | 70-52 | 70-48 | 76-72 | 63-53 | 51-43 | 66-55 | 77-31 |
| Cestistica Civitavecchia | 73-64 |       | 44-41 | 65-41 | 73-38 | 67-50 | 55-39 | 63-46 |
| Cestistica Ravenna       | 52-65 | 32-28 |       | 67-54 | 51-48 | 64-39 | -     | 56-40 |
| Polis. Marcacci Napoli   | 59-67 | 64-46 | 56-56 |       | 68-51 | 64-58 | 50-60 | 55-38 |
| Libertas Livorno         | 58-58 | 56-49 | 42-54 | 47-41 |       | 36-36 | 45-28 | 74-34 |
| CUS Bari                 | 41-46 | 69-61 | 61-57 | 52-57 | 55-47 |       | 76-54 | 51-34 |
| Lazio Roma               | 46-56 | 44-47 | 62-62 | 56-56 | 54-67 | 52-35 |       | 78-52 |
| Pallacanestro Napoli     | 41-54 | 47-51 | 61-61 | 44-51 | 54-57 | 37-39 | 34-49 |       |

## Spareggio per il titolo
| Cantù 4 marzo 1956 | Pallacanestro Cantù | 79 – 60 | Sport Vela Viareggio |  |

| Viareggio 11 marzo 1956 | Sport Vela Viareggio | 89 – 61 | Pallacanestro Cantù |  |

| Genova 18 marzo 1956 | Sport Vela Viareggio | 53 – 39 | Pallacanestro Cantù |  |

## Verdetti
- Lo Sport Vela Viareggio è campione d'Italia della Serie A

Formazione Sport Vela Viareggio: Luporini, Pieraccini, Lyssi, Soppelsa, Pieraccini, Dowty, Novani, Casaccia, Fiorani, Maffei. Coach: Giacomo Parodi

## Fonti
Il Corriere dello Sport edizione 1955-56